# جيك هلبرن
جيك هلبرن (بالإنجليزية: Jake Halpern)‏ هو صحفي أمريكي، ولد في 1975.